# Platinum Collection (Genesis)
Platinum Collection è un greatest hits del gruppo musicale inglese Genesis, pubblicato nel 2004 in Regno Unito e l'anno successivo in Nord America.
La raccolta raggiunse la posizione numero 21 nel Regno Unito, la numero 100 negli Stati Uniti e la quarta in Olanda.

## Tracce

### Disco uno
1. No Son of Mine - 6:36
2. I Can't Dance - 4:01
3. Jesus He Knows Me - 4:18
4. Hold on My Heart - 4:38
5. Invisible Touch - 3:28
6. Throwing It All Away – 3:50
7. Tonight, Tonight, Tonight – 4:30
8. Land of Confusion – 4:46
9. In Too Deep – 4:57
10. Mama – 6:49
11. That's All – 4:25
12. Home by the Sea – 5:08
13. Second Home by the Sea – 6:06
14. Illegal Alien – 5:17
15. Paperlate – 3:24
16. Calling All Stations (Tony Banks/Mike Rutherford) – 5:45

- Brani 1-4 tratti dall'album We Can't Dance (1991)
- Brani 5-9 tratti dall'album Invisible Touch (1986)
- Brani 10-14 tratti dall'album Genesis (1983)
- Brano 15 tratto dall'EP 3X3 e inserita nella versione nordamericana dell'album Three Sides Live (entrambi nel 1982)
- Brano 16 tratto dall'album Calling All Stations (1997)

### Disco due
1. Abacab (Banks/Collins/Rutherford) – 6:55
2. Keep It Dark (Banks/Collins/Rutherford) – 4:35
3. Turn It On Again (Banks/Collins/Rutherford) – 3:51
4. Behind the Lines (Banks/Collins/Rutherford) – 5:43
5. Duchess (Banks/Collins/Rutherford) – 6:07
6. Misunderstanding (Phil Collins) – 3:14
7. Many Too Many (Tony Banks) – 3:35
8. Follow You Follow Me (Banks/Collins/Rutherford) – 4:09
9. Undertow (Tony Banks) – 4:47
10. ...In That Quiet Earth (Tony Banks/Phil Collins/Steve Hackett/Mike Rutherford) – 4:56
11. Afterglow (Tony Banks) – 4:09
12. Your Own Special Way (Mike Rutherford) – 6:19
13. A Trick of the Tail (Tony Banks) – 4:36
14. Ripples (Tony Banks/Mike Rutherford) – 8:08
15. Los Endos (Tony Banks/Phil Collins/Steve Hackett/Mike Rutherford) – 5:47

- Brani 1-2 tratti dall'album Abacab (1981)
- Brani 3-6 tratti dall'album Duke (1980)
- Brani 7-9 tratti dall'album ...And Then There Were Three... (1978)
- Brani 10-12 tratti dall'album Wind & Wuthering (1976)
- Brani 13-15 tratti dall'album A Trick of the Tail (1976)

### Disco tre
Tutte canzoni scritte da Tony Banks/Phil Collins/Peter Gabriel/Steve Hackett/Mike Rutherford, salvo diversamente specificato.
1. The Lamb Lies Down on Broadway – 4:50
2. Counting Out Time – 3:36
3. The Carpet Crawlers – 5:01
4. Firth of Fifth – 9:29
5. The Cinema Show – 10:49
6. I Know What I Like (In Your Wardrobe) – 3:54
7. Supper's Ready – 22:52
8. The Musical Box – 10:24
9. The Knife (Tony Banks/Peter Gabriel/Anthony Phillips/Mike Rutherford) – 8:53

- Brani 1-3 tratti dall'album The Lamb Lies Down on Broadway (1974)
- Brani 4-6 tratti dall'album Selling England by the Pound (1973)
- Brano 7 tratto dall'album Foxtrot (1972)
- Brano 8 tratto dall'album Nursery Cryme (1971)
- Brano 9 tratto dall'album Trespass (1970)

## Formazione
- Peter Gabriel – voce solista, flauto nel disco 3
- Ray Wilson – voce solista in "Calling all stations"
- Tony Banks – tastiera, voce secondaria
- Mike Rutherford – chitarra, basso, voce secondaria
- Phil Collins – batteria, percussioni   escluse "Calling all stations" e "The knife", voce solista nei dischi 1 e 2 esclusa "Calling all stations", voce secondaria nel disco 3 esclusa "The knife".
- Steve Hackett – chitarra in disco 2, da 10 a 15 e in disco 3, da 1 a 8
- Anthony Phillips – chitarra in "The knife"
- John Mayhew – batteria in "The knife"
- Nir Zidkyahu – batteria in "Calling all stations"